# Prokuplje
Prokuplje (en serbe cyrillique : Прокупље) est une ville et une municipalité de Serbie situées dans le district de Toplica. Au recensement de 2011, la ville comptait 27 163 habitants et la municipalité dont elle est le centre 43 631.
Prokuplje est le centre administratif du district de Toplica.

## Géographie

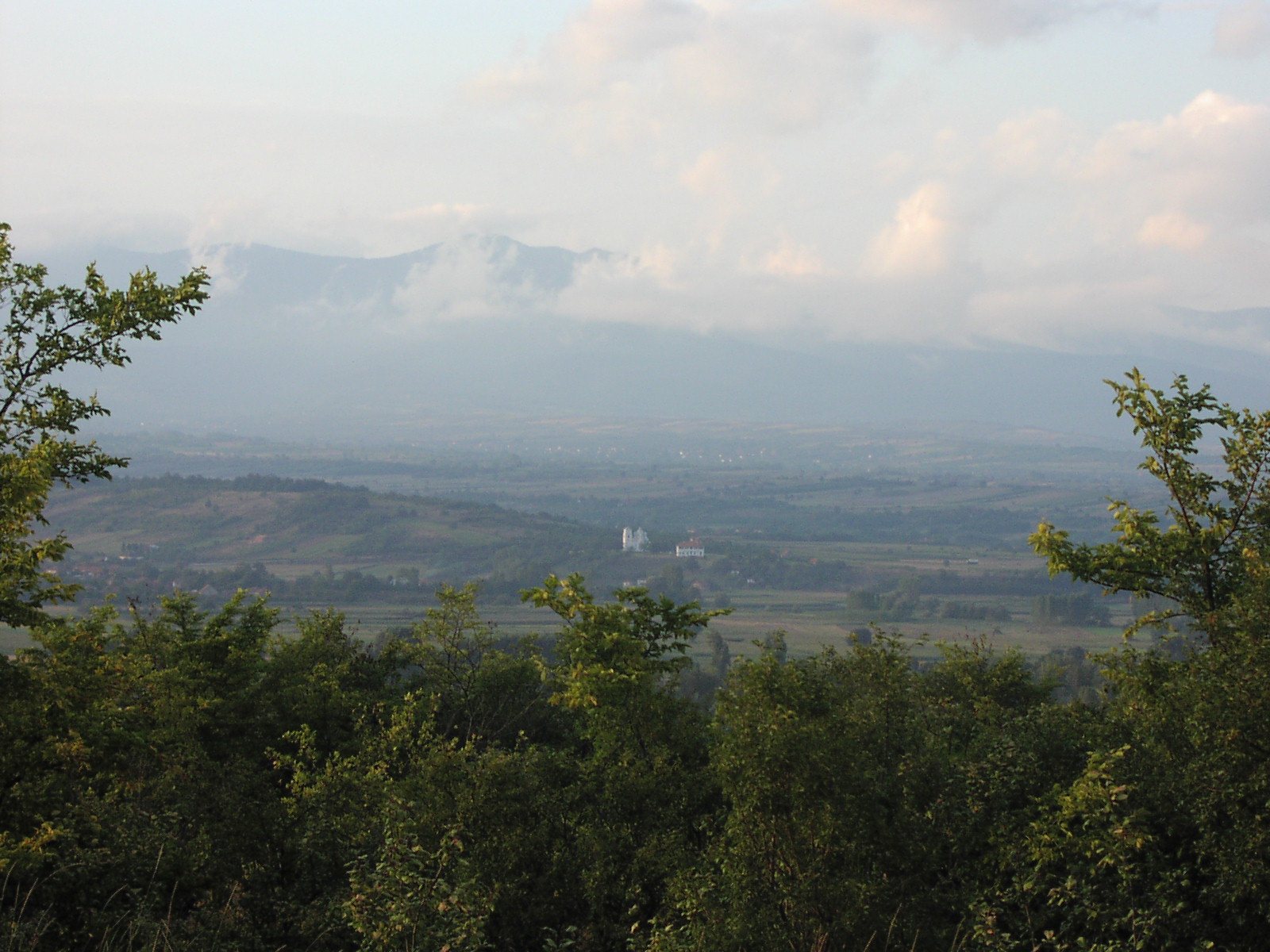
Le village de Kondželj, avec les monts Jastrebac dans les nuages

Prokuplje est située au sud-est de la Serbie, à 32 km de Niš, 12 km de Žitorađa et à 32 km de Kuršumlija. La ville se trouve sur les bords de la rivière Toplica, dans la région éponyme de la Toplica ; elle est entourée par les monts Jastrebac au nord, Vidojevica à l'ouest, Pasjača au sud, et par ceux de la Suva planina et de la Babička gora à l'est. Elle se trouve également le long de la route européenne E80, qui rejoint la 75 (autoroute Belgrade-Niš), située 18 km à l'est.

## Histoire

### Préhistoire et Antiquité
En 1909, sur le territoire du village de Viča, à Donja Trnava et Donja Bresnica, les archéologues ont mis au jour les vestiges de plusieurs localités remontant au Néolithique et caractéristiques de la culture de Starčevo (VIIe-VIe millénaire avant Jésus Christ). À Pločnik, en 1927, on a découvert un village datant de la fin du Néolithique et du début de l'Énéolithique, datant des Ve et IVe millénaires av. J.C. Les premières communautés indo-européennes s'installèrent dans la région au XIIIe siècle av. J.-C., d'abord les Illyriens puis les Thraces et les Celtes. De la présence dardanienne dans la région de la Toplica subsiste une nécropole, découverte à Donja Toponica ; elle abritait des urnes funéraires et des pièces de monnaie. À la fin du IVe siècle av. J.-C., les villages dardainiens furent détruits à la suite des victoires de Philippe de Macédoine et son fils Alexandre en 345 av. J.-C. Au Ier siècle av. J.-C., les Romains conquirent la région de Prokuplje, qui fut intégrée dans la province Mésie supérieure ; deux légions y établirent leur camp, la Legio IV Flauia Felix et la Legio VII Claudia.
Du Ier au Ve siècle de notre ère, la population de la Toplica connut un important phénomène de romanisation, avec l'adoption de culture, de la langue et de la religion romaines. Les Romains y construisirent des routes et des fortins. La route la plus importante était une Via Militaris qui allait de Niš (Naissus) à Lješ (Lissus), aujourd'hui en Albanie. Près de l'actuelle Prokuplje se trouvait la ville de Hammeum. Des vestiges de l'époque romaine ont été retrouvés sur la colline d'Hisar, à proximité de l'église latine (en serbe : Latinska crkva).

### Moyen Âge
Aux Ve et VIe siècles, les Slaves traversèrent le Danube et s'installèrent sur le territoire de l'Empire byzantin. Aux IXe, Xe et XIe siècle, les Serbes s'installèrent dans la région de la rivière Toplica, ainsi nommée en référence aux sources chaudes jaillissant dans le secteur. Ils construisirent la forteresse de Hisar, qui domine aujourd'hui la ville de Prokuplje et qui, à cette époque portait sans doute le nom de Toplica, comme la rivière et la région.

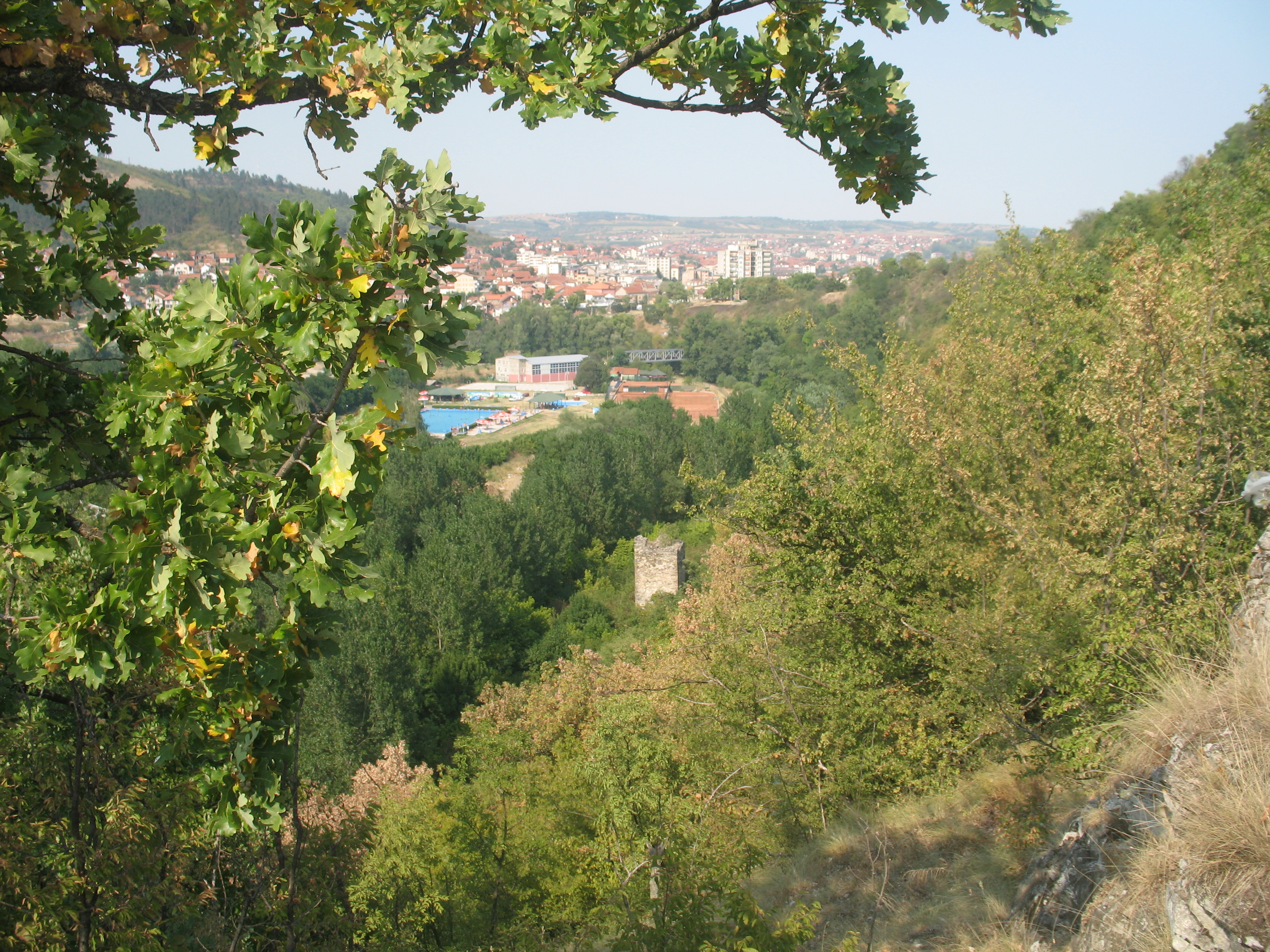
La tour Jug Bogdan

Au XIIe siècle, Toplica entra dans les possessions de la dynastie serbe des Nemanjić. La première capitale de l'État serbe médiéval était située à Kuršumlija, où le prince Stefan Nemanja se fit construire un palais et fonda les monastères de Notre-Dame et de Saint-Nicolas. Lors de la bataille de la Morava, en 1190, l'empereur byzantin Isaac II Ange battit Stefan Nemnja et ruina Toplica, la région devenant une zone frontalière. Après l'instauration de l'Église orthodoxe autocéphale de Serbie par Saint Sava, en 1219, l'évêché de Toplica fut rétabli. Le roi Stefan Dečanski battit les Bulgares sur le poljé de Dobrič, près de Prokuplje, et, en 1386, le prince Lazar Hrebeljanović battit les Ottomans près de Pločnik. En revanche, le prince Lazar trouva la mort à la bataille de Kosovo Polje, en 1389. Selon la tradition, les princes de la région de la Toplica participèrent au combat ; parmi eux figurent le voïvode Vratko Nemanjić, célébré sous le nom de Jug Bogdan par la poésie épique, et ses neuf fils, seigneurs de Prokuplje ; Milan Toplica était le seigneur de la Moyenne Toplica et Ivan Kosančić le seigneur de la Haute Toplica et de la région de la Kosanica. Encore aujourd'hui, des tours portent leur nom : la tour Jug Bogdan (en serbe : Jug Bogdanova kula) à Prokuplje, la tour Milan Toplica (Kula Milana Toplice) à Viča et la tour Ivan Kosančić (Kula Kosančić Ivana) au village d'Ivan Kula. Le village de Jug Bogdanovac, dans la municipalité de Merošina, doit également son nom au voïvode.

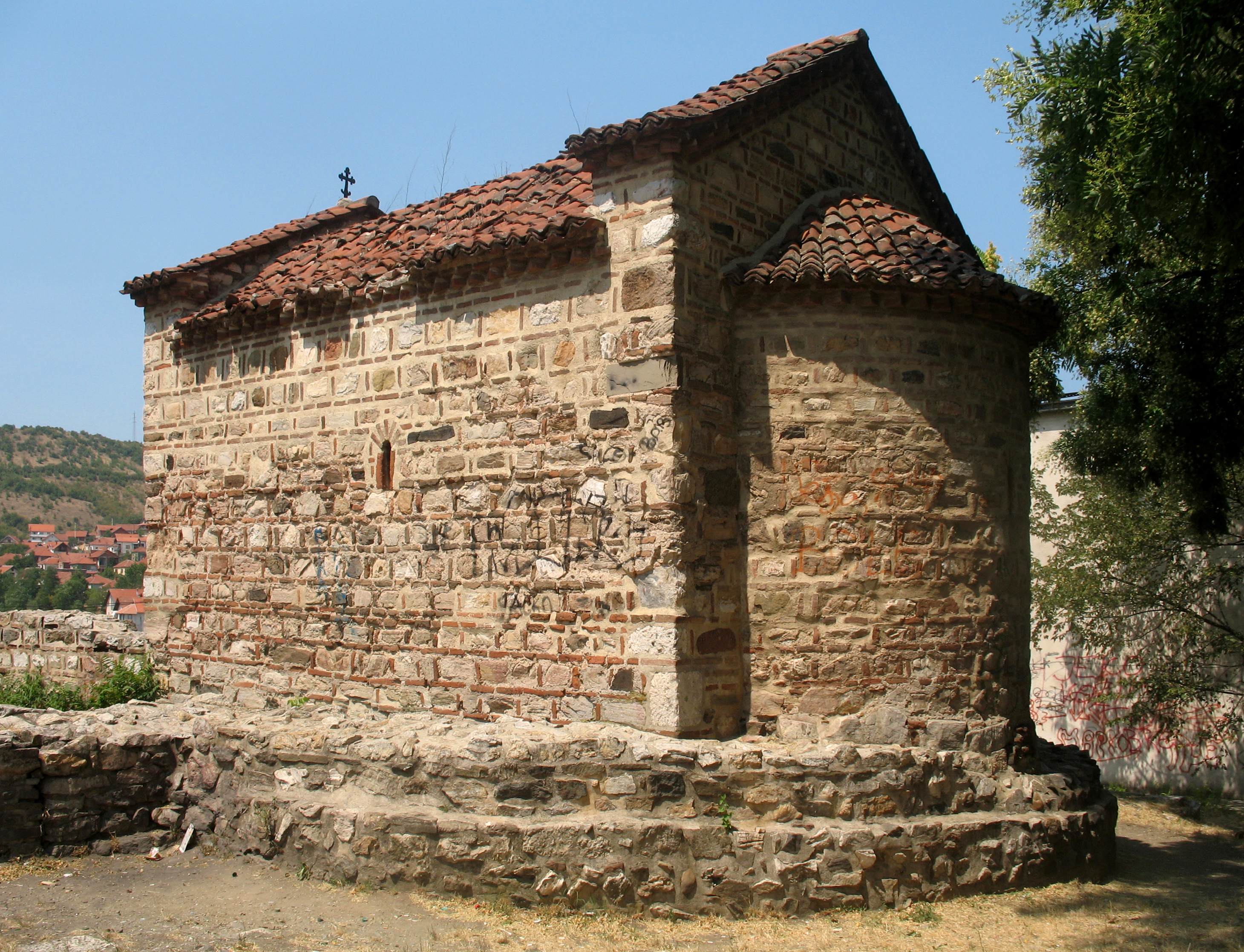
L'église latine de Prokuplje, XIV

Après la bataille du Kosovo, la princesse Milica, la femme du prince Lazar, dirigea l'État serbe avec son fils Stefan Lazarević (1389-1427). C'est cette princesse qui, en 1395, désigna la ville sous le nom de Sveti Prokopije, « Saint Prokopije », les reliques de ce saint ayant été transférées de Niš à Prokuplje en 1386 et abritées dans l'église située au pied de la colline d'Hisar.
Après la mort du despote Stefan en 1427, Đurađ Branković lui succéda sur le trône du despotat de Serbie (1427-1456) et devint également le seigneur de Prokuplje. En 1439, les Ottomans s'emparèrent de la ville mais elle fut libérée par le despote Đurađ et par le général hongrois Jean Hunyadi en 1444. Lors de la paix de Segedin, Prokuplje fut officiellement rendue aux Serbes ; la ville est alors mentionnée sous le nom turc d'Urćub (Orkub). En 1454, la ville est occupée par le sultan Mehmed le Conquérant, domination devenue définitive après la chute du despotat de Serbie en 1459. À la fin du XVe siècle, Prokuplje est mentionnée comme une localité située sur la route vers la mer Adriatique et Dubrovnik.

### Période ottomane (1454-1878)
Pendant la période ottomane et jusqu'en 1833, Prokuplje fit partie du sandjak d'Aladža-Hisar, qui avait comme siège Kruševac, dans la province de Roumélie. Après 1833, Prokuplje et Kuršumlija devinrent des kadiluks, c'est-à-dire une subdivision administrative dirigée par un cadi. Aux XVIe et XVIIe siècles, la ville fut fréquentée par les marchands de Dubrovnik qui y établirent une colonie comptant jusqu'à 60 familles.
Par sa position stratégique, Prokuplje subit les contrecoups de la deuxième guerre austro-turque (1683-1689) et de la quatrième guerre austro-turque (1737-1739), notamment par l'interruption du commerce avec Dubrovnik. Le général autrichien Piccolomini s'empara de la ville en 1689, mais battu au Kosovo, il fut contraint de se replier et les Ottomans reprirent Prokuplje en 1690. Dans la crainte de représailles, une grande partie de la population serbe suivit l'armée autrichienne dans sa retraite. Les habitants de la ville participèrent ainsi à la grande migration de 1690, conduite par le patriarche Arsenije III Čarnojević puis, après la quatrième guerre austro-turque, à la grande migration de 1737, conduite par Arsenije IV Šakabenta. Après ces migrations, la Toplica fut en partie désertée et les Turcs la repeuplèrent avec des Albanais et, plus tard, avec des Tcherkesses ; encore aujourd'hui, un quartier de Prokuplje porte le nom de Čerkeska mahala.
Lors du premier soulèvement serbe dirigé par Karađorđe (Karageorges), Stanoje Glavaš libéra Prokuplje des Turcs le 8 septembre 1806 mais la ville fut rapidement reprise par les troupes de la Sublime Porte. La ville ne fut définitivement libérée que le 18 décembre 1877, lors de la guerre russo-turque de 1877-1878. Cette libération fut officiellement entérinée au congrès de Berlin (13 juin- 13 juillet 1878) ; la ville, comme la région de la Toplica, fut alors intégrée à la principauté de Serbie indépendante.

## Localités de la municipalité de Prokuplje

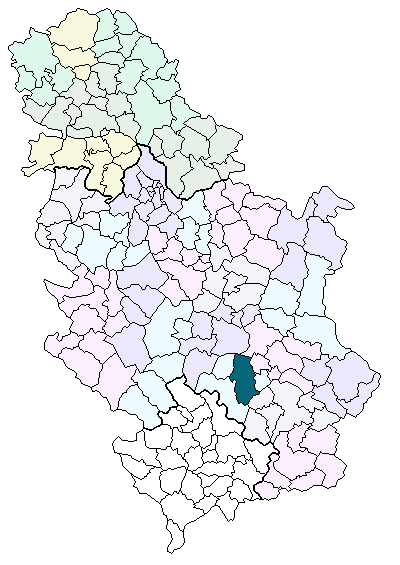
Localisation de la municipalité de Prokuplje en Serbie

La municipalité de Prokuplje comporte 107 localités :
| - Arbanaška - Babin Potok - Babotinac - Bajčince - Balinovac - Balčak - Bace - Bela Voda - Beli Kamen - Belogoš - Beloljin - Berilje - Bogujevac - Bregovina - Bresnik - Bresničić | - Bublica - Bukuloram - Bulatovac - Bučince - Velika Plana - Vidovača - Viča - Vlasovo - Vodice - Glasovik - Gojinovac - Gornja Bejašnica - Gornja Bresnica - Gornja Konjuša - Gornja Rečica - Gornja Stražava | - Gornja Toponica - Gornja Trnava - Gornje Kordince - Gornji Statovac - Grabovac - Gubetin - Dobrotić - Donja Bejašnica - Donja Bresnica - Donja Konjuša - Donja Rečica - Donja Stražava - Donja Toponica - Donja Trnava - Donje Kordince - Donji Statovac | - Dragi Deo - Drenovac - Đurovac - Đušnica - Žitni Potok - Zdravinje - Zlata - Jabučevo - Jovine Livade - Jugovac - Kaludra - Klisurica - Kožince - Končić - Kondželj - Kostenica | - Krnji Grad - Kruševica - Mađere - Mala Plana - Mačina - Merovac - Mikulovac - Miljkovica - Mrljak - Mršelj - Nova Božurna - Novi Đurovac - Novo Selo - Obrtince - Pasjača - Pašinac | - Pestiš - Petrovac - Piskalje - Pločnik - Potočić - Prekadin - Prekašnica - Prekopuce - Prokuplje - Rankova Reka - Rastovnica - Rgaje - Reljinac - Resinac - Selište - Smrdan | - Srednji Statovac - Stari Đurovac - Staro Selo - Tovrljane - Trnovi Laz - Tulare - Ćukovac - Džigolj - Ševiš - Široke Njive - Šišmanovac |

Prokuplje est officiellement classée parmi les « localités urbaines » (en serbe : градско насеље et gradsko naselje) ; toutes les autres localités sont considérées comme des « villages » (село/selo).

## Démographie

### Ville

#### Évolution historique de la population dans la ville
| 1948  | 1953   | 1961   | 1971   | 1981   | 1991   | 2002   | 2011   |
| ----- | ------ | ------ | ------ | ------ | ------ | ------ | ------ |
| 8 739 | 10 050 | 13 679 | 20 104 | 25 602 | 28 303 | 27 673 | 27 163 |

## Politique
À la suite des élections locales serbes de 2008, les 52 sièges de l'assemblée municipale de Prokuplje se répartissaient de la manière suivante :
| Parti                                                                         | Sièges |
| ----------------------------------------------------------------------------- | ------ |
| Parti démocratique                                                            | 20     |
| Parti radical serbe                                                           | 16     |
| G17 Plus                                                                      | 6      |
| Parti socialiste de Serbie - Parti des retraités unis de Serbie - Serbie unie | 5      |
| Parti démocratique de Serbie                                                  | 3      |
| Nouvelle Serbie - Mouvement serbe du renouveau                                | 2      |

Milan Arsović, membre du Parti démocratique du président Boris Tadić, a été élu président (maire) de la municipalité, succédant ainsi à Vladimir Jovanović, lui aussi membre du Parti démocratique. Il dirigeait la coalition politique Pour une Serbie européenne, soutenue par le président Tadić et composée du Parti démocratique et du parti G17 Plus.

## Culture

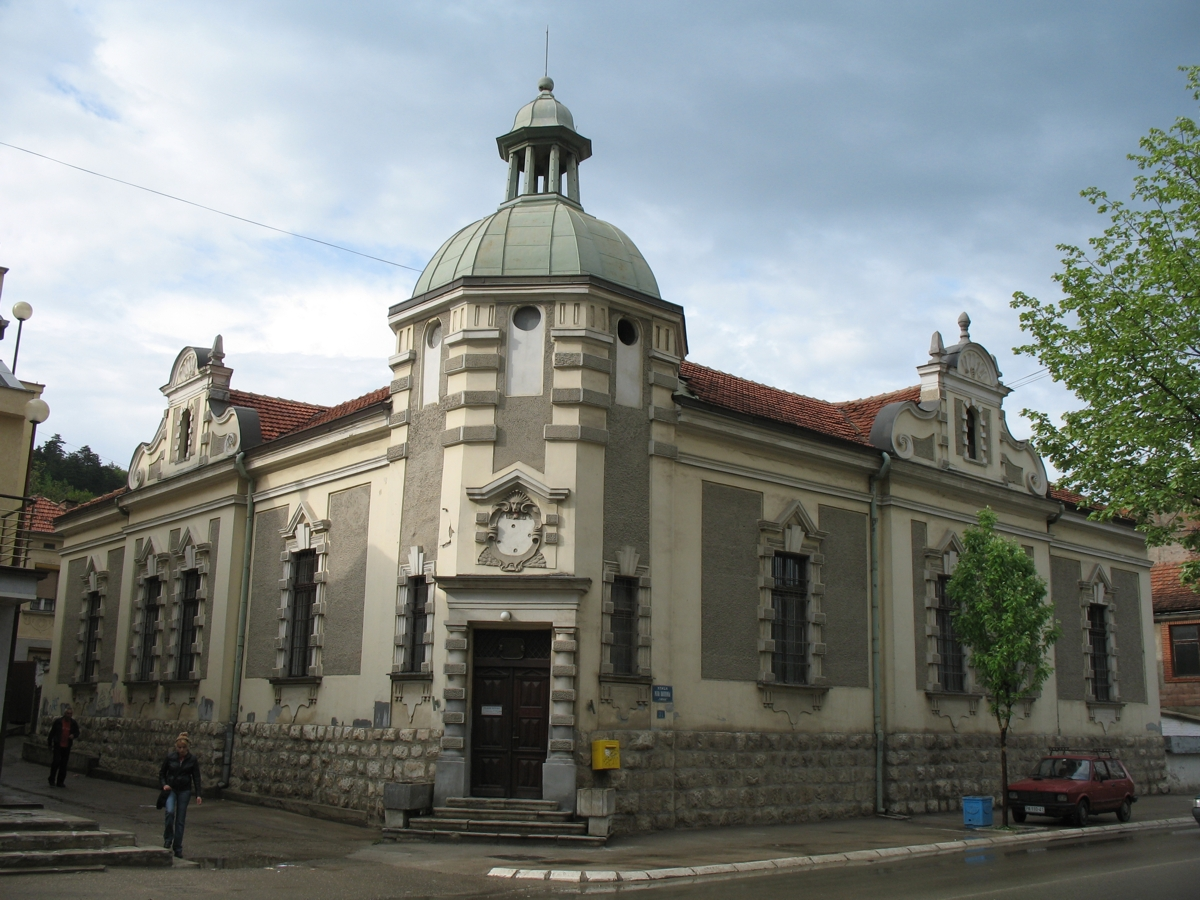
Le Musée national de la Toplica

Le Musée national de la Toplica (en serbe : Narodni muzej Toplice) a été créé en 1948 et installé en 1962 dans le bâtiment d de l'ancienne poste municipale construite en 1912 par l'architecte  Branko Tanazević. Il présente des collections variées et, notamment, une section d'archéologie où sont exposées les découvertes réalisées dans la municipalité de Prokuplje et qui couvre une période allant du Néolithique à la fin du Moyen Âge ; il possède aussi un département consacré au soulèvement de la Toplica de 1917, un département de photographies et d'ethnologie, ainsi qu'une galerie d'art contemporain présentant plus de 260 œuvres et une salle d'exposition. En mai 2009, il a participé à la Nuit européenne des musées. La Bibliothèque nationale Rade Drainac (Narodna biblioteka Rade Brainac), créée aux lendemains de la Seconde Guerre mondiale, tire son origine d'une ancienne salle de lecture créée en 1909 ; elle abrite un fonds d'environ 80 000 ouvrages. La Maison de la culture Radivoj Uvalić-Bata (Dom kulture Uvalić-Bata) anime un groupe de danse folklorique, une troupe de théâtre amateur et un cercle d'écrivains.
L'un des événements culturels majeurs de la ville de Prokuplje est la fête de Saint Prokupje, célébrée le 21 juillet, qui s'accompagne de manifestations sportives et culturelles. Fin août et début septembre est organisée la manifestation littéraire des Drainčevi susreti, en l'honneur du poète Rade Drainac ; on y décerne chaque année le prix Drainac (Drainčeva nagrada) attribué au meilleur livre de poésie de l'année écoulée. Fin août a lieu la colonie internationale d'art Memorijal Bože Ilića, en l'honneur du peintre Boža Ilić, originaire du village de Žitni Potok ; à cette occasion, un prix de peinture est attribué et les peintres invités exposent leurs œuvres à la galerie Boža Ilić du Musée national. La colonie internationale d'art pour les enfants Sunce a également lieu dans la ville. En juin, le village de Velika Plana, près de Prokuplje, organise une foire touristique appelée Sabor višnjara - Dani višnje (« Parlement de la cerise - Jours de la cerise »). Chaque année du 27 au 29 juin, le Centre des sports et du tourisme de Prokuplje organise un festival de la bière appelé Beer fest, qui s'accompagne également d'un programme musical.

## Sport
Prokuplje possède plusieurs clubs de sport, dont le club de football, le FK Topličanin, créé en 1919, deux clubs de basket-ball, le KK Prokuplje et le KK Probasket, ou encore un club de handball, le RK Topličanin.

## Éducation
La municipalité de Prokuplje compte 6 écoles élémentaires (en serbe : Osnovna škola), dont 4 dans la ville elle-même et 2 dans les villages alentour, à Mala Plana et à Žitni Potok ; l'école élémentaire Nikodije Stojanović-Tatko est installée dans des bâtiments construits en 1898. À ces écoles, il convient d'ajouter l'École de musique Kornelije Stanković (Muzicka škola Kornelije Stanković), qui accueille des enfants de 5 à 12 ans. La ville possède 4 établissements d'études secondaires (Srednja škola) : le Lycée de Prokuplje (Gimnazija Prokuplje), fondé en 1908, l'École de mécedine Dr Aleksa Savić, l'école technique 15. Maj, et l'école d'agriculture Radoš Jovanović Selja.
Parmi les établissements d'études supérieures de la ville, on peut citer l'École supérieure d'agriculture et d'alimentation (en serbe : Visoka poljoprivredno-prehrambena škola strukovnih studija) et l'Université des travailleurs Tihomir Stanković (Radnički univerzitet Tihomir Stanković), créée en 1958 et qui assure des formations professionnelles notamment pour les adultes.

## Économie
Les terres arables couvrent une superficie de 45 083 hectares, soit plus de 53 % du territoire de la municipalité de Prokuplje. On y produit chaque année environ 13 500 t de blé, 20 300 t de maïs, 2 500 t d'orge, 21 300 t de prunes, 6 700 t de cerises aigres et plus de 10 000 t d'autres fruits. L'élevage est également développé dans la région, avec une production annuelle de 1 700 t de viande de gros bétail.
L'essentiel de l'activité industrielle de la ville se concentre dans l'agroalimentaire et l'industrie de transformation, qui, à elle seule, représente 42,5 % de l'activité locale. Prokuplje possède cinq grandes entreprises et environ 200 moyennes et petites entreprises, pour la plupart détenues par des capitaux privés. Le secteur le plus important est celui de la métallurgie, notamment celle des métaux non ferreux, représenté par les sociétés Toplica (équipement métallique pour les télécommunications), Univerzal Promet (recyclage de produits métalligues) et Fiaz (liaisons mécaniques pour l'industrie automobile). L'industrie textile est représentée par Nova Topličanka (coton) et Nikodije Stojanović–Tatko (feutre, fourrure synthétique), rachetée par la société slovène Konus. Dans le secteur agroalimentaire, Milan Toplica produit et commercialise des eaux minérales et des boissons rafraîchissantes, Prokupac, qui vend sous les marques Manastirka, Prepečenica et Kimova, produit des boissons alcoolisées et non alcoolisées, et notamment des eaux-de-vie de fruits, et Hissar, rachetée par la société Pionir de Subotica, produit des chocolats et des confiseries et transforme les fruits et les légumes. Trois entreprises travaillent dans le secteur de la construction : 7.juli, dont le siège à Mala Plana, produit des briques, Ciglana, à Beloljin, produit également des briques et des matériaux de construction en argile et Stamenković propose des projets de construction. L'industrie du bois est présente dans la ville avec les sociétés Proiver, Sina-stil, Jard et Baniko. Les sociétés Rič, Eurokomerc', Neca, Čutura, Olimpik, Braneks et Trgopromet sont des entreprises commerciales et la société Prokuplje travaille dans le domaine du tourisme,.

## Tourisme

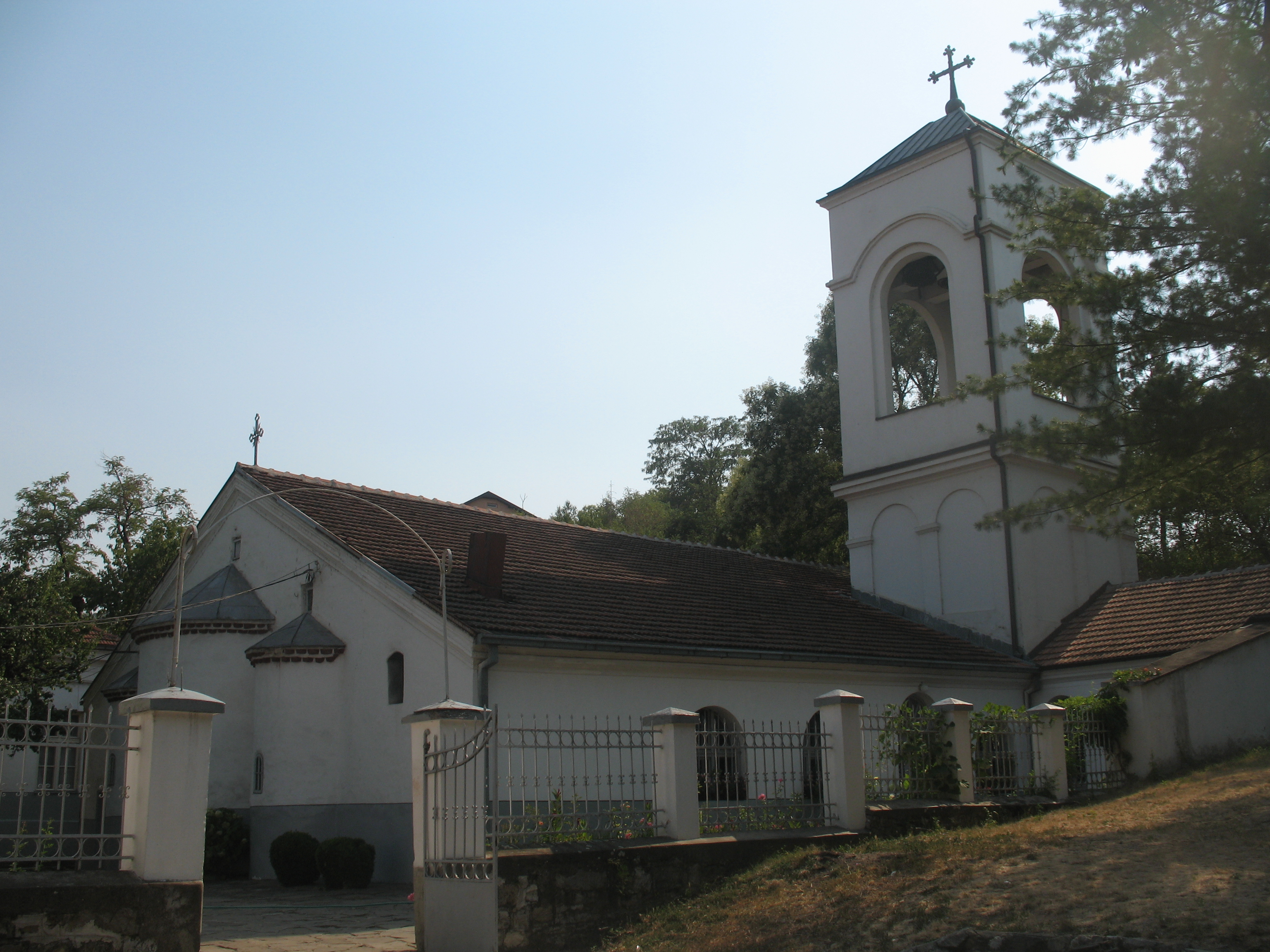
L'église Saint-Procope

La municipalité de Prokuplje offre des possibilités pour les amis de la nature et les amateurs de randonnée. Le mont Beli Kamen, qui culmine au pic de Bandera à 1 155 m d'altitude, constitue le centre touristique le plus important du secteur. Le village de Beli Kamen, quant à lui, est un ethno-village, avec des possibilités d'hébergement, un restaurant et quelques équipements sportifs. Les lacs de Bublica (en serbe : Bubličko jezero) et de Rastovnica (Rastovnočko jezero) constituent également des buts d'excursion appréciés des touristes. L'association Toplica (Lovačko udruženje Toplica), qui a son siège à Prokuplje, encadre les activités de chasse dans la région depuis 1899 ; elle gère une zone de chasse de 61 474 ha ; on y trouve notamment des perdrix, des sangliers, des lapins, des faisans et des chevreuils.
Sur le plan culturel, on peut visiter le Musée national de la Toplica à Prokuplje. La colline d'Hisar, qui domine la ville, abrite les vestiges de la forteresse d'Hisar, construite au XIVe siècle et, notamment, la tour de Jug Bogdan ; au pied de la colline se trouve l'église Saint-Procope, dont l'origine remonte à la fin du IXe siècle et au début du Xe siècle et, à proximité, l'église latine, également connue sous le nom d'église Jug Bogdan, construite au XIVe siècle. Le monastère Saint-Georges, situé au hameau d'Ajdanovac (près de Velika Plana) sur les pentes du mont Jastrebac, a été construit vers 1320 ; son église abrite notamment des fresques de la fin du XVe siècle. Parmi les sites archéologiques de la région figurent les thermes romains de l'antique cité d'Hammeum ; situés près de l'église Saint-Prokopije, ils datent du IIIe siècle. On peut également visiter le site préhistorique de Pločnik, situé à 25 km de la ville.

## Coopération internationale
Prokuplje est jumelée avec les villes suivantes :
- Kočevje (Slovénie)
- Korgen (Norvège)

Prokuplje a également signé des accords de coopération avec les villes suivantes :
- Yverdon-les-Bains (Suisse)
- Skopje (Macédoine)
- Sofia (Bulgarie)
- Montauban (France)